# اتحادیه آسیای میانه

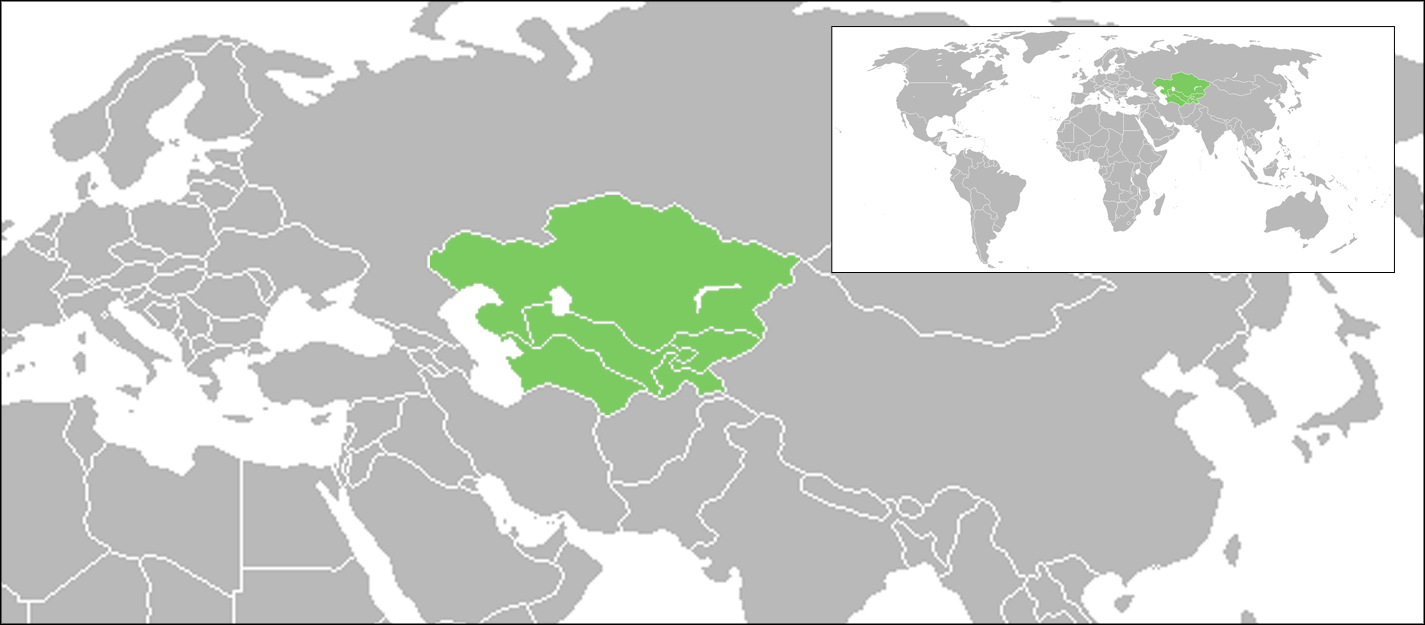
اتحادیه پیشنهادی آسیای میانه که پنج کشور آسیای میانه را پوشش می‌دهد.

اتحادیه آسیای میانه (CAU)، که بعداً اتحادیه اقتصادی آسیای میانه نامیده شد، یک سازمان بین‌دولتی برای یکپارچه‌سازی اقتصادی جمهوری‌های پساشوروی آسیای میانه یعنی قزاقستان، قرقیزستان و ازبکستان بین سال‌های ۱۹۹۴ و ۲۰۰۴ بود. تاجیکستان در سال ۱۹۹۶ به عنوان ناظر به اتحادیه پیوست. از زمان انحلال اتحادیه، چندین پیشنهاد برای احیای اتحادیه ارائه شده‌است.